# اصطلاح ابراز علاقه
اصطلاح ابراز علاقه (به انگلیسی: Term of endearment) یا هونام، واژه یا عبارتی است که برای نشان‌دادن، توصیف یا صداکردن کسی، جانوری، یا شی‌ای بی‌جان که گوینده برای آن احساس عشق یا عاطفه دارد به‌کار می‌رود. این اصطلاح‌ها به دلیل‌های گوناگونی به کار برده می‌شوند؛ برای نمونه پدر و مادرها فرزندانشان را و عاشقان یک‌دیگر را به‌وسیله آن مورد خطاب قرار می‌دهند.

## کاربرد
هونام‌ها در انگلیسی کاربرد فراوانی دارند، برای نمونه:
- babe/baby (بچه/بچه‌ای)
- sweetheart (شیرین‌دل)
- sweetie (شیرینی)
- sugar (شکر)
- honey (عسل)
- love (عشق)
- prince/princess (شاهزاده: شاهپور/شاهدخت)
- dear (گرامی)
- hottie (داغی)
- sexy (سکسی)
- beautiful (زیبا)
- handsome (خوش‌چهره)
- angel (فرشته)
- darling (محبوب)

و دیگرها.
هونام‌های بسیاری هم در زبان فارسی موجود هستند.